# Monte Corto
Il Monte Corto è una montagna dell'isola d'Elba.

## Descrizione
Situata nella parte occidentale dell'isola, fa parte della Catena del Monte Capanne e raggiunge un'altezza di 949 metri sul livello del mare.
Il toponimo è attestato dal 1820 (Archivio storico di Marciana) nella forma Montecorto («La confine detta di Pedalta con la circonferenza di Montecorto»). La vetta si erge a breve distanza da quella del Monte Capanne, mentre alla sua base si trova il costone del Ferale. Nei pressi esiste il Caprile di Monte Corto, uno degli antichi recinti per capre meglio conservati dell'isola. Sulla sommità si trova una rara stazione di Taxus baccata, scoperta nel 2011, insieme alla sporadica presenza di Macrolepiota procera.